# Edo Osterloh

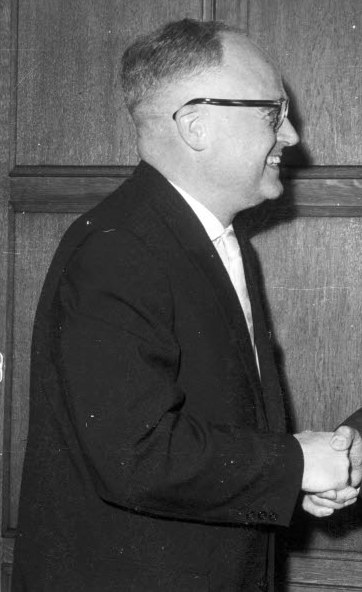
Edo Osterloh (1963)

Edo Osterloh (* 2. April 1909 in Rotenhahn bei Varel, Oldenburg; † 25. Februar 1964 in Kiel) war ein evangelisch-lutherischer Theologe und Politiker (CDU). Er war ab 1956 Kultusminister und ab 1958 Mitglied des Landtages von Schleswig-Holstein, beides bis zu seinem Tod.

## Werdegang und theologische Tätigkeit
Der Sohn eines Bauern besuchte gegen den Willen seines Vaters nach der Volksschule die Oberrealschule, auf der er 1928 das Reifezeugnis erwarb. Danach studierte er Theologie und Philosophie an der Kirchlichen Hochschule Bethel sowie den Universitäten in Marburg, Göttingen und Zürich. Die finanziellen Mittel stellte ein Stipendium der Studienstiftung des deutschen Volkes zur Verfügung, in den Semesterferien arbeitete er als Werkstudent bei der I.G. Farben in Leverkusen.
In Göttingen trat er dem „Studentenkampfbund Deutsche Christen“ bei und wurde dessen Hochschulgruppenführer. Zum 1. Mai 1933 trat er der NSDAP bei (Mitgliedsnummer 3.187.251). Danker und Lehmann-Himmel charakterisieren ihn in ihrer Studie über das Verhalten und die Einstellungen der Schleswig-Holsteinischen Landtagsabgeordneten und Regierungsmitglieder der Nachkriegszeit in der NS-Zeit als „politisch angepasst“. Unter seiner Ägide erschien die Schrift Das Evangelium im Dritten Reich, in dem Volksgemeinschaft und Rasse verherrlicht werden. Am 10. Mai 1933 organisierte er eine NS-Bücherverbrennung vor der Göttinger Albanikirche. Noch im selben Jahr distanzierte er sich aber wieder von dieser Haltung und bezeichnete sein Engagement als „Irrtum“ und „Illusion“, von der er „durch die faktischen Erfahrungen und mein Lutherstudium befreit“ worden sei.
Nach Abschluss seines Studiums war er kurze Zeit als Assistent in Bethel und als Hilfsprediger in Rüstringen tätig.
Osterloh schloss sich in der Folge der Bekennenden Kirche an und übernahm in deren Auftrag 1935 eine Dozententätigkeit an der Kirchlichen Hochschule Berlin-Zehlendorf. Hier unterrichtete er im lutherischen Zweig als Repetent die Fächer Altes Testament, Hebräisch und Philosophie, trotz schwieriger politischer Umstände und Lehrverbot. Weiterhin gehörte er der illegalen Prüfungskommission an und übernahm 1937 das Amt des Studentenpfarrers der Bekennenden Kirche.
1940 wurde Osterloh zum Kriegsdienst eingezogen. Er war während seiner fünfjährigen Militärzeit als Artillerieoffizier im Fronteinsatz und an einer Militärschule tätig. Später gehörte er als sogenannter Fachoffizier zum Generalstab der Heeresgruppe Mitte. Im Mai 1945 geriet er als Oberleutnant in sowjetische Kriegsgefangenschaft. Im August 1945 gelang ihm die Flucht. Nach seiner Rückkehr übernahm Osterloh das Pfarramt von Holle (Oldenburg), für das er sich bereits während der Kriegsjahre beworben hatte. Gemeinsam mit Hermann Ehlers (als hauptamtliches juristisches Mitglied) wurde er im Oktober 1945 als nebenamtliches geistliches Mitglied, ab 1947 als hauptamtliches Mitglied, in den Oberkirchenrat der Evangelisch-Lutherischen Kirche in Oldenburg gewählt. 1949 nahm er einen Ruf als Oberkirchenrat und theologischer Referent in der Kirchenkanzlei der Evangelischen Kirche in Deutschland  unter Heinz Brunotte in Hannover an. In dieser Funktion widmete er sich bis 1953 vornehmlich Schul- und Erziehungsfragen.

## Politische Karriere

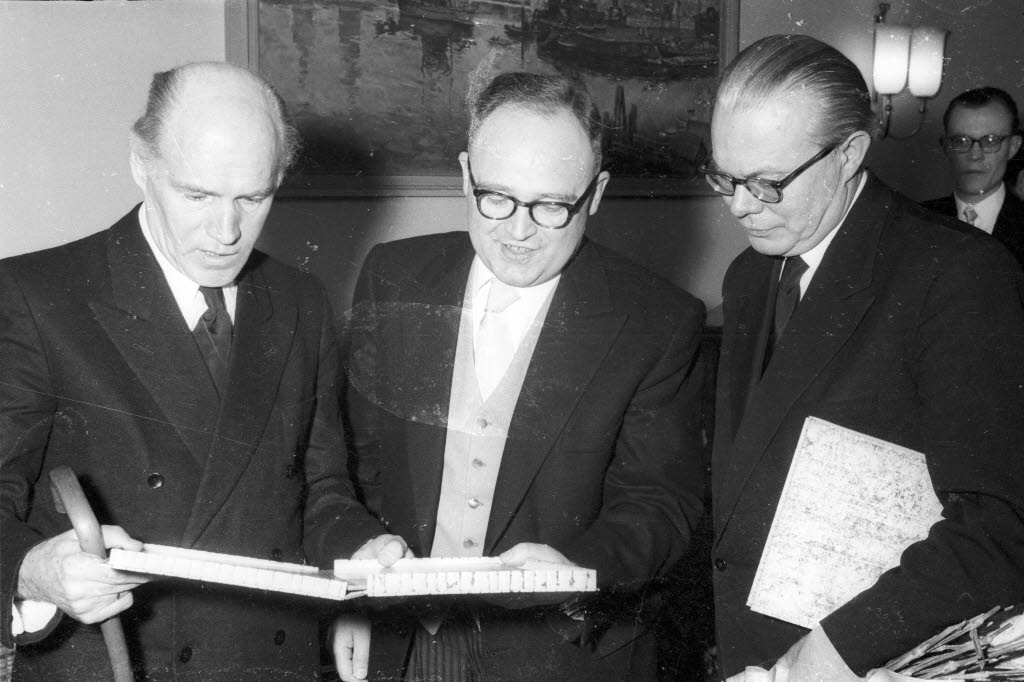
Kultusminister Osterloh (Mitte) verleiht den Kunstpreis des Landes Schleswig-Holstein 1957 an den Maler Friedrich Karl Gotsch (links) und an den Komponisten Walter Kraft

Osterloh schloss sich dann der CDU an, in der er sich für eine liberale Familien- und Bildungspolitik einsetzte. 1953 wurde er zum Ministerialrat im Bundesministerium des Innern ernannt und mit der Leitung des Referates 2 (Schul- und Erziehungsangelegenheiten) beauftragt. Im Januar 1954 wurde er Ministerialdirektor. Am 18. Januar 1956 wurde Osterloh Kultusminister von Schleswig-Holstein (siehe Kabinett von Hassel I).
Bei den Landtagswahlen 1958 und 1962 wurde er für den Wahlkreis Steinburg-Süderdithmarschen in den schleswig-holsteinischen Landtag gewählt.
Er gehörte außerdem verschiedenen Kuratorien und Stiftungsvorständen an. In der politischen Arbeit galt sein Einsatz einer Volksschul- und Berufsschulreform. Sein Ziel war eine Verbesserung des schulischen Ausbildungsstandes vor allem der ländlichen und der sozial benachteiligten Jugend. In zahlreichen Publikationen thematisierte Osterloh bildungspolitische Fragen. Er entwarf „Grundsätze der Schul- und Kulturpolitik“, untersuchte die Entwicklung des Volksschulwesens in Deutschland und erörterte das Verhältnis von „Arbeit, Freizeit und Familie“. In kulturpolitischen Kreisen der CDU galt Osterloh als Experte. Wiederholt kritisierte er den autoritären Regierungsstil Konrad Adenauers. 
Seine Amtsführung als Kultusminister war wiederholt von schweren Konflikten geprägt. Im Mittelpunkt stand dabei die Rolle von Kieler Universitätsprofessoren im Dritten Reich. Osterloh vertrat die Ansicht, dass man zwar „keinen [NS-]Verbrecher ungestraft lassen“ dürfe, doch hielt er „das nachträgliche Einfangen und Aburteilen einzelner Sündenböcke“ und das „späte Opfern einzelner“ für problematisch. Insbesondere setzte er sich dafür ein, dass der SS-Hauptsturmführer Hans Joachim Beyer in Flensburg angehende Lehrkräfte unterrichtete und, als er ab 1961 wegen seiner Beteiligung am Holocaust in dieser Rolle nicht mehr zu halten war, bei vollen Bezügen beurlaubt wurde. 
Auch verteidigte er den Professor für Kinderheilkunde Werner Catel, der maßgeblich an der Tötung behinderter Kinder („Kinder-Euthanasie“) in der NS-Zeit beteiligt war. Catel hatte auch ein geistig behindertes Kind Osterlohs behandelt. Im Januar 1963 ging das Kultusministerium disziplinarisch gegen Georg Rühsen vor, den Direktor des Gymnasiums in Geesthacht, wo der Großadmiral und letzte Präsident des NS-Staats Karl Dönitz einen den Nationalsozialismus verherrlichenden Vortrag gehalten hatte. Rühsen nahm sich das Leben, Osterloh plagten anschließend Schuldgefühle. Auch im Fall des Juraprofessors Eberhard Menzel, der im November 1963 zum Rektor der Universität Kiel gewählt wurde, was Kritik wegen seines Gedankenguts in der NS-Zeit auslöste, nahm Osterloh eine vermittelnde Rolle ein. Er wollte Menzel zu dessen Gesichtswahrung zunächst ernennen, woraufhin dieser aber auf das Amt verzichten sollte.

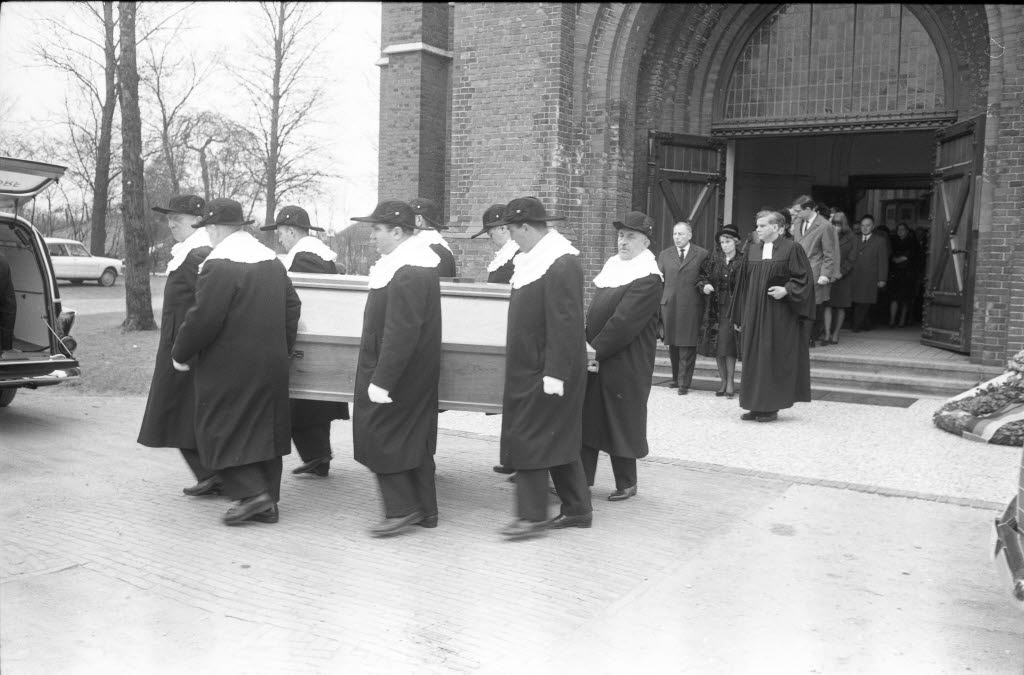
Trauerfeier für Osterloh in der Kieler Pauluskirche: Hinter dem Sarg Ministerpräsident Helmut Lemke, die Witwe Gertrud Osterloh und Pastor Hans-Jürgen Hübner

Er litt an den Spätfolgen einer Gehirnentzündung und befürchtete infolgedessen einen geistigen Verfall. Osterloh beging am 25. Februar 1964 Suizid. Er wurde tot aus der Kieler Förde geborgen.

## Familie
Osterloh war ab 1935 in erster Ehe mit der Pfarrerstochter Anneliese geb. Hübner († 1941) verheiratet, mit der er zwei Kinder hatte. Aus der 1943 geschlossenen zweiten Ehe mit der Theologin und späteren Kirchentagspräsidentin Gertrud geb. Wilmanns gingen sechs weitere Kinder hervor. Die 1944 geborene Tochter Lerke Osterloh wurde Professorin für Öffentliches Recht und Steuerrecht sowie Richterin des Bundesverfassungsgerichts. Ebenfalls zu seinen Kindern zählt Wiebke Putz-Osterloh (* 1946), welche bis 2011 den Lehrstuhl für Psychologie an der Universität Bayreuth innehatte.
Ulrike Meinhof war sein Patenkind.

## Auszeichnungen
- 1943: Eisernes Kreuz 2. Klasse[14]
- Ein Studentenwohnheim der Universität Kiel trägt seinen Namen.[15]